# Itapipoca
Itapipoca é um município brasileiro do estado do Ceará. É conhecida como "cidade dos três climas", por haver em seu território praias, serras e o sertão. Seu desenvolvimento confere a cidade a 10ª colocação entre os municípios mais ricos do estado e a 6ª colocação entre os municípios mais populosos do estado.

## Etimologia
O topônimo Itapipoca vem do tupi itá (pedra, rocha), pi (pele, couro, revestimento) e poca (arrebentar, estourar), significando: pedra arrebentada ou rocha estourada. Sua denominação européia original era Arraial de São José, depois Vila Velha, Imperatriz  e, desde 1889, Itapipoca.

## História

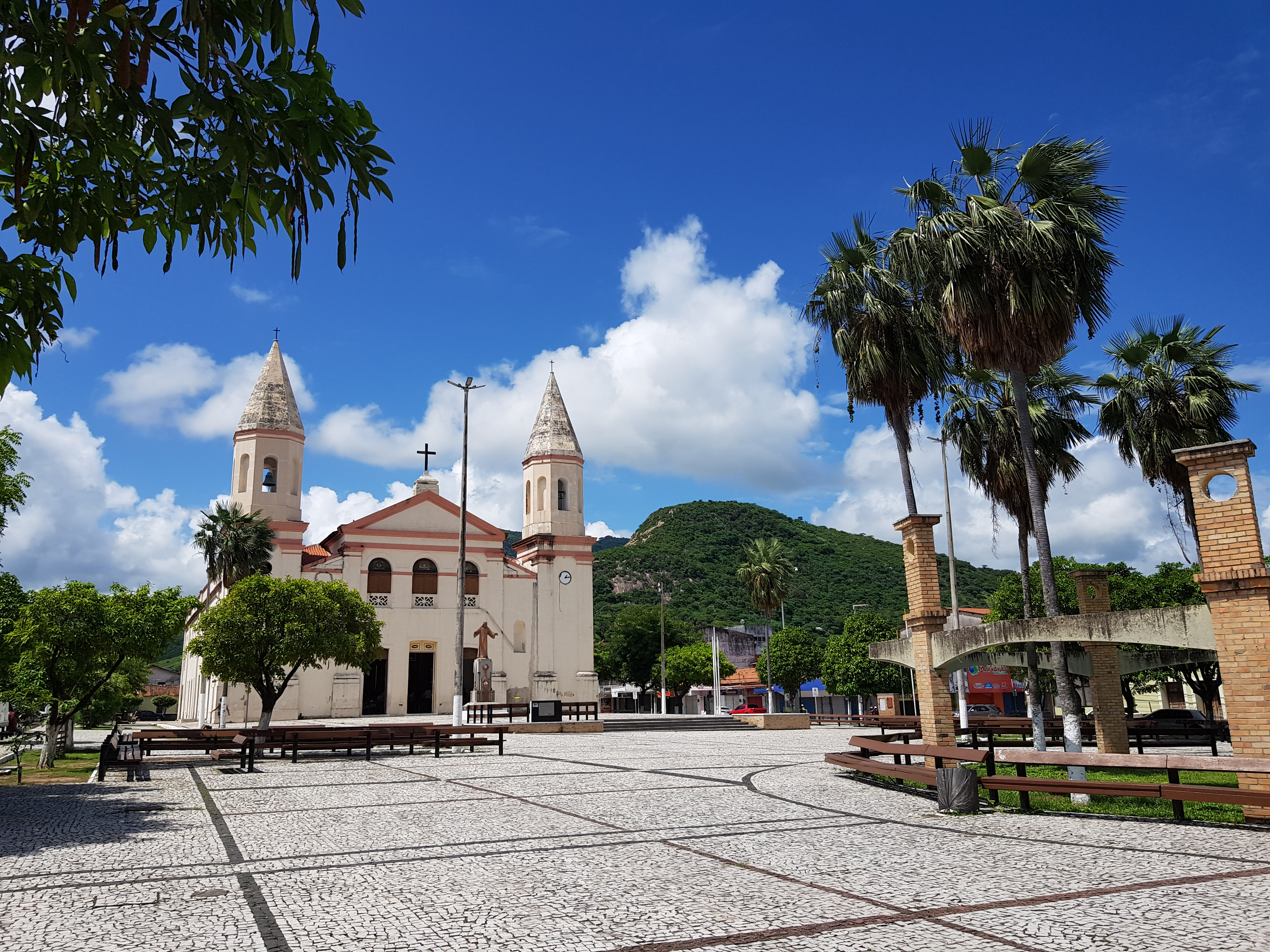
Praça Perilo Teixeira (Praça da Matriz) com Catedral de Nossa Senhora das Mercês ao fundo

As terras entre a serra de Uruburetama e ao lado oeste do rio Mundaú, que fazem parte do município de Itapipoca, eram habitadas por diversas etnias indígenas Tupi e Tapuia, entre elas: Tremembé, Anacé, Apuiaré e outras etnias.
No Século XVII, com definitiva ocupação da terras da Capitania do Siará Grande pelos portugueses, esta região começou a ser ocupada via a lei de Sesmarias. Seu primeiro núcleo urbano, chamado Vila Velha, localizava-se onde hoje fica o distrito de Arapari. O povoado de Itapipoca teve sua colonização oficial em 13 de abril de 1744, com a concessão de uma sesmaria na Serra de Uruburetama ao sargento-mor Francisco Pinheiro do Lago, que, em seguida, a repassou para seu genro Jerônimo Guimarães de Freitas (fundador oficial de Itapipoca) e sua esposa Francisca Pinheira do Lago. Situada entre serras e o mar, foi chamada de São José de 1744 a 1823. Com sua emancipação política a 17 de outubro de 1823, passou a chamar-se Vila da Imperatriz .
Com a expansão da pecuária no ciclo do couro e da agricultura do algodão, esta ocupação intensifica-se e o local onde atualmente se localiza Itapipoca consolida-se como centro urbano no século XIX.
Em 31 de Agosto de 1915, já com sede administrativa no Arraial de Itapipoca, elevou-se a categoria de Cidade de Itapipoca.
Nos planos de ligação Fortaleza-Sobral através dos caminhos de ferro no século XX, surge a Estrada de Ferro de Itapipoca com três estações: Rajada, Itapipoca e Craúna/Anario Braga. Com a estrada de ferro, Itapipoca consolida-se como centro comercial.

## Municípios que se desvincularam de Itapipoca
A seguir todos os municípios que se separaram diretamente de Itapipoca ao longo da história, devido a crescimentos populacionais, necessidade de uma melhor administração e uma própria indentidade.
| Município   | Emancipação            | Lei                    | Notas                                                                                     |
| ----------- | ---------------------- | ---------------------- | ----------------------------------------------------------------------------------------- |
| Amontada    | 5 de fevereiro de 1985 | Lei Estadual nº 11.010 | Foi elevado a município em 1963 porém foi extinto e depois elevado a município novamente. |
| Itapajé     | 22 de dezembro de 1849 | Lei Provincial nº 502  |                                                                                           |
| Miraíma     | 12 de maio de 1988     | Lei Estadual nº 11.437 | Elevado a município em 1963 mas depois extinto e emancipado novamente tempo depois.       |
| Uruburetama | 28 de julho de 1899    | Lei Estadual nº 526    |                                                                                           |

## Geografia

### Clima

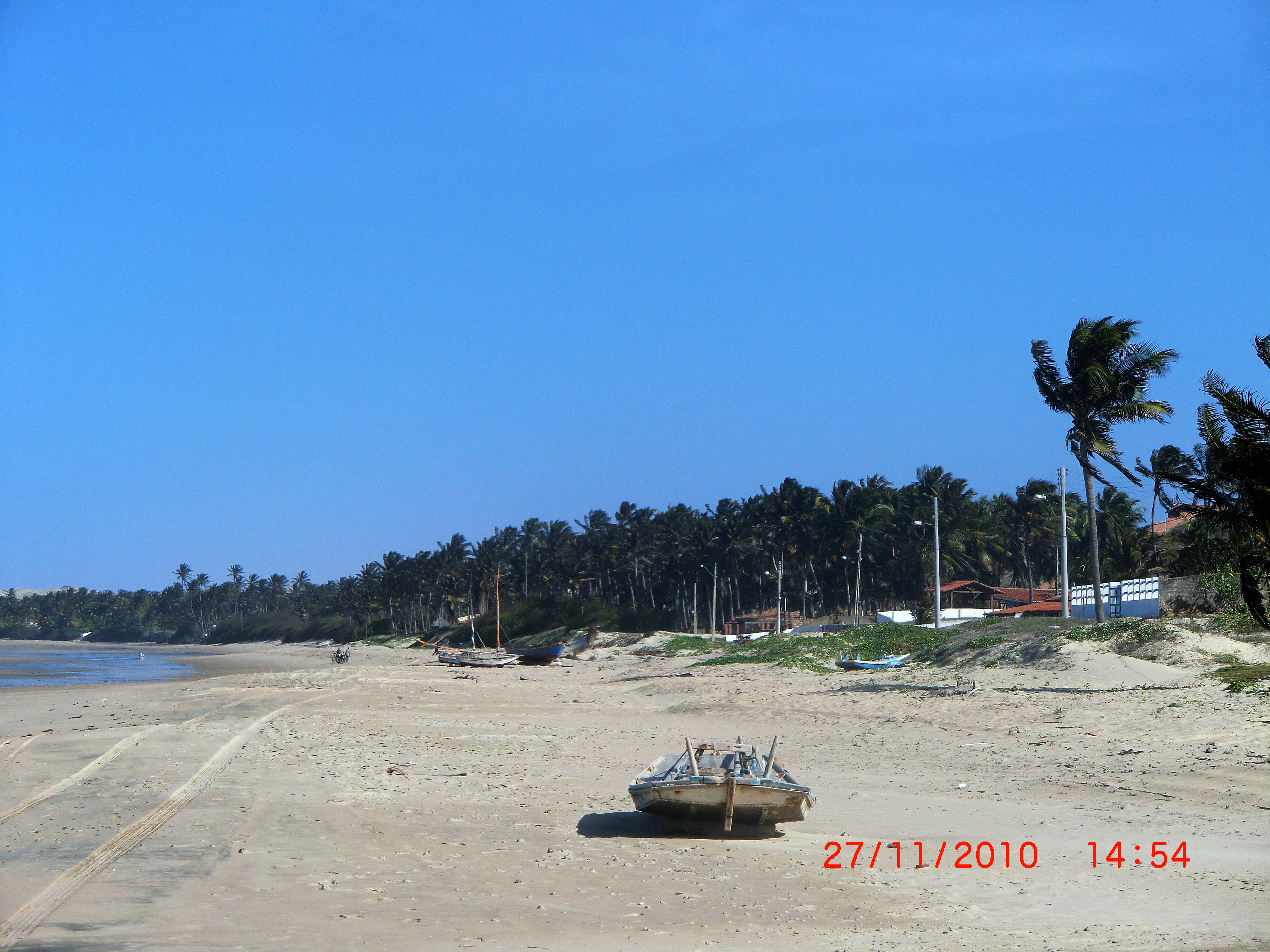
Praia da Baleia em 2010

O clima é tropical quente na região mais interiorana e tropical Atlântico próximo ao litoral, com pluviometria média anual de 1.130 mm com chuvas concentradas de janeiro a maio.

## Hidrografia
Praticamente todo o território está localizado na bacia hidrográfica do rio Mundaú e seus afluentes, rio Cruxati e os riachos Taboca, Sororó, Quandu e o córrego dos Tanques. Os maiores açudes são: Poço Verde, com capacidade de 13 650 000 m³, e o Quandu, com capacidade de 4 000 000 m³. Na área litorânea existem ainda grandes lagoas como Humaitá e do Mato.
O açude Gameleira que barra as águas do rio Mundaú, nas divisas dos municípios vizinhos de Trairi e Tururu foi a solução para o risco iminente de um grande colapso no abastecimento. Este açude, concluído em 2013, tem capacidade de armazenar 52 642 000 m³, triplicando a capacidade de abastecimento de água para Itapipoca e municípios vizinhos.

### Subdivisão

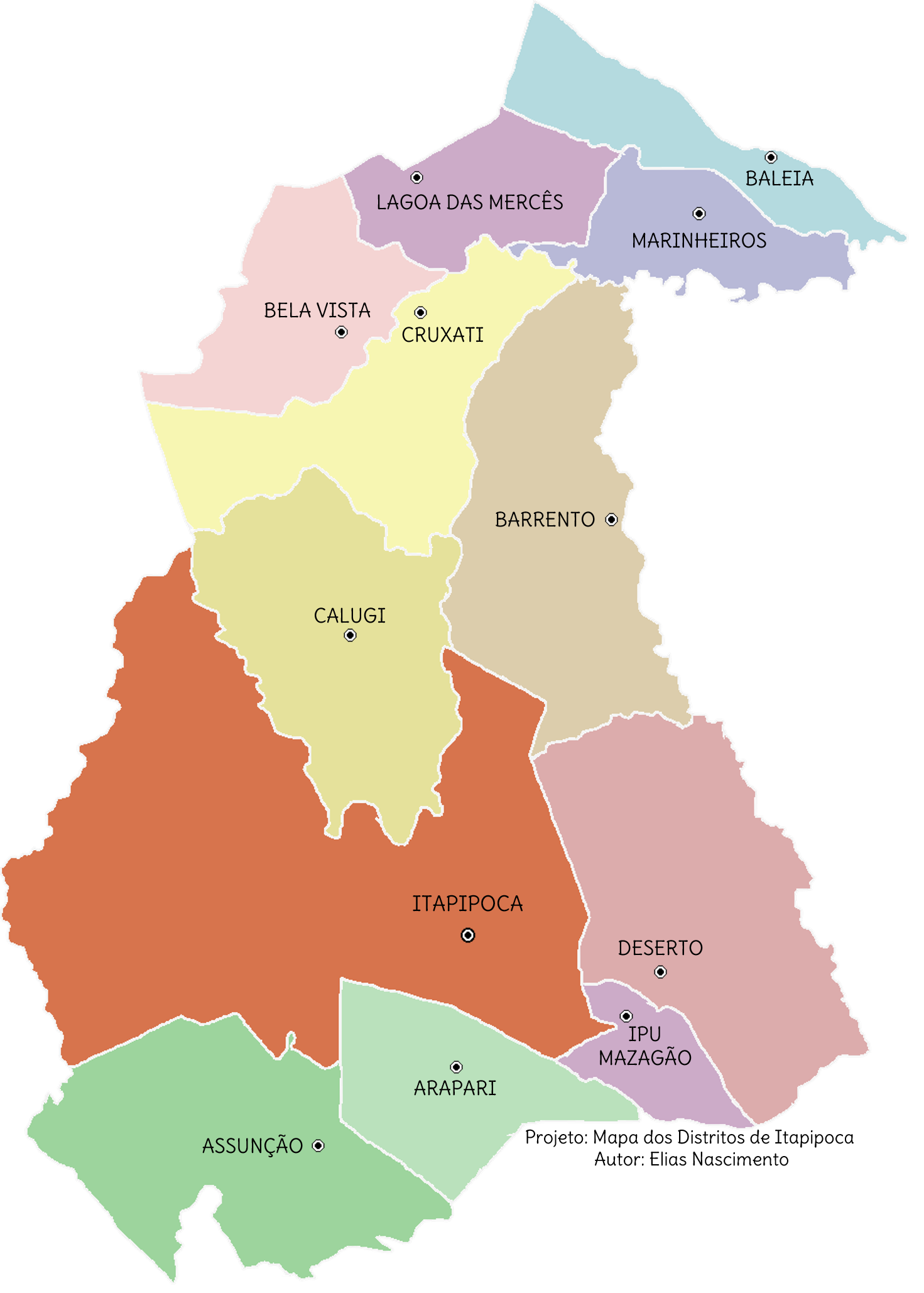
Mapa de Itapipoca e distritos.

O município é dividido em doze distritos: Itapipoca (sede), Arapari, Assunção, Baleia, Barrento, Bela Vista, Calugi, Cruxati, Deserto, Ipu Mazagão, Lagoa das Mercês e Marinheiros.

### Relevo e solo
O relevo é bastante plano e de baixa altitude com menos de 200 m de altitude na maior parte do território, no entanto é bastante acidentado na porção sul em função da serra de Uruburetama.

### Vegetação
A maior parte do território é coberto pela caatinga arbustiva aberta e densa, mais ao interior, e por tabuleiros costeiros e cerrado, mais próximos ao litoral. Apresenta também regiões de caatinga arbórea e mata úmida na região serrana e mangue próximo à foz do rio Mundaú. No Sítio Ameixas - Poço Velho, localiza-se a Unidade de Conservação Ambiental. Essa Reserva Particular do Patrimônio Natural, sítio com uma área de 464,3 hectares, foi criado pela portaria Nº 007/94 do IBAMA em 28 de janeiro de 1994.

## Economia
Baseada na agricultura familiar e no seu pequeno parque industrial e de serviços, tem um comércio bastante desenvolvido  com suas  ruas e avenidas repletas de lojas e boutiques com muita variedade e opções de produtos e equipamentos, destaca-se a Rua Eubia Barroso , Av.  Anastácio Braga , Av. Duque de Caxias, Av. Vicente Siebra, Av. Monsenhor Tabosa e Av. José do Patrocinio como seus principais corredores econômicos, fazendo com que seja um centro regional de compras e negócios. Por ser uma cidade centro de região e ter seu espaço físico na área central limitada isso faz com que o preço dos imóveis (aluguel e venda) seja um dos mais caros do interior do estado. Estão instaladas na cidade, filiais das maiores redes varejistas do estado e algumas nacionais, como a varejista Lojas Americanas, Magazine Luiza, Casas Bahia. Sua rede bancaria é composta por agências dos principais bancos do país como: Itaú, Banco do Brasil, BNB, Caixa Econômica Federal, Bradesco, Santander, Pan-americano e dezenas de correspondentes bancários de diversas instituições financeiras. Destaca-se também como vocação a culinária que em breve  e de forma oficial será lançado  e instalado o pólo gastronômico, o  mercado municipal    no centro da cidade é um dos maiores e mais modernos  equipamento publico da região ,onde tem uma grande variedade de negócios e serviços .

### Produção de gêneros alimentícios
- Zona Serrana: produz algodão, milho, feijão, banana, café, mamona e várias espécies de frutas,verduras e mel.
- Sertão: algodão, milho, cera de carnaúba, leite, queijo, peles, couro, gado e castanha de caju.
- Praia: coco, peixe, crustáceos e diversas frutas.

### Indústrias
No pequeno parque industrial destacam-se as duas maiores fábricas: Dass (empresa do ramo de calçados com quase 6 mil funcionários sendo a maior empregadora do municipio) e Ducoco (empresa do ramo alimentício), será inaugurada em breve a fabrica Del Rio(costura ) com a  possibilidade de gerar aproximadamente 300 empregos .

### Turismo

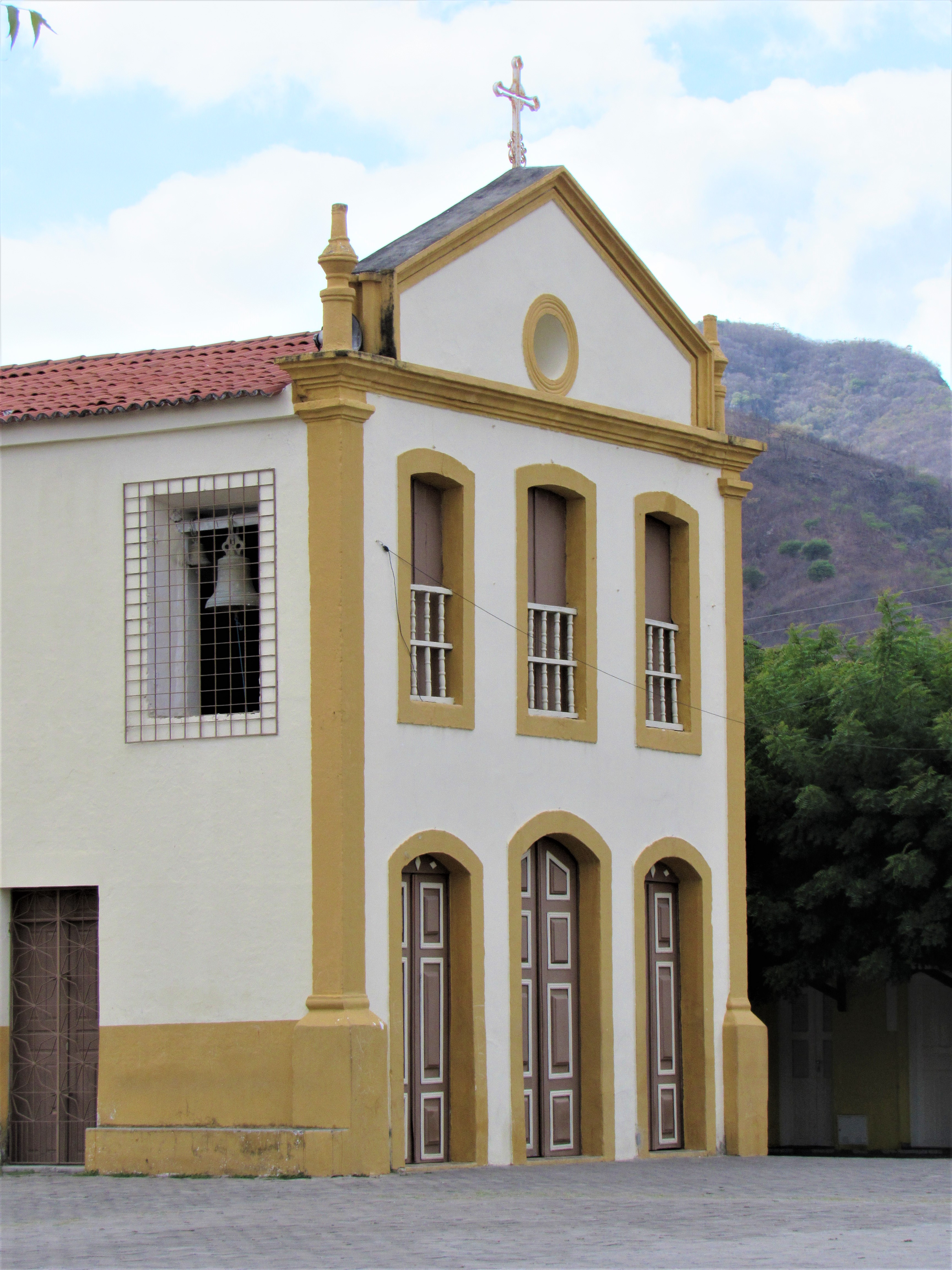
Fachada da Igreja de São Sebastião

O turismo é uma das fontes de renda do município, devido as atrações naturais, arqueológicas e arquitetônicas.
- Praça no centro da cidade - um conjunto de esculturas que mostra o grande diferencial que a diversidade climática representa para o município.
- O parque de Exposições Hildeberto Barroso, localizado na sede do município, também faz parte do acervo de atrativos, pois nele acontece uma das festas mais importantes para os itapipoquenses, a Feira Agroindustrial no aniversário do Município, no final de agosto, com encerramento no dia 31. Nela são realizadas várias atividades, como exposições de animais, de produtos agroindustriais, artesanato, comidas típicas, leilão de gado e shows que acontecem todas as noites com bandas locais, regionais e atrações nacionais. O resultado de tudo isso,é um verdadeiro mosaico de pessoas, de costumes e de origens diferentes.
- Sítios paleontológicos e arqueológicos: o monólito da Pedra Ferrada, na localidade de Mucambo, com inscrições rupestres, revelando aos visitantes alguns segredos do homem pré-histórico.
- Museu da Pré-história, com o seu acervo de fósseis da megafauna encontrados em seu território.
- As serras: prática do ecoturismo, destacando-se a Trilha da Bica da Canoa, na Serra de Arapari e a Pedra de Itacoatiara, ideal para a prática de esportes radicais, como o rapel e o voo livre; um grande patrimônio natural arqueológico e paleontológico, tanques fossilíferos e grutas com inscrições rupestres, onde foram encontrados fósseis que comprovam a existência de animais da megafauna.

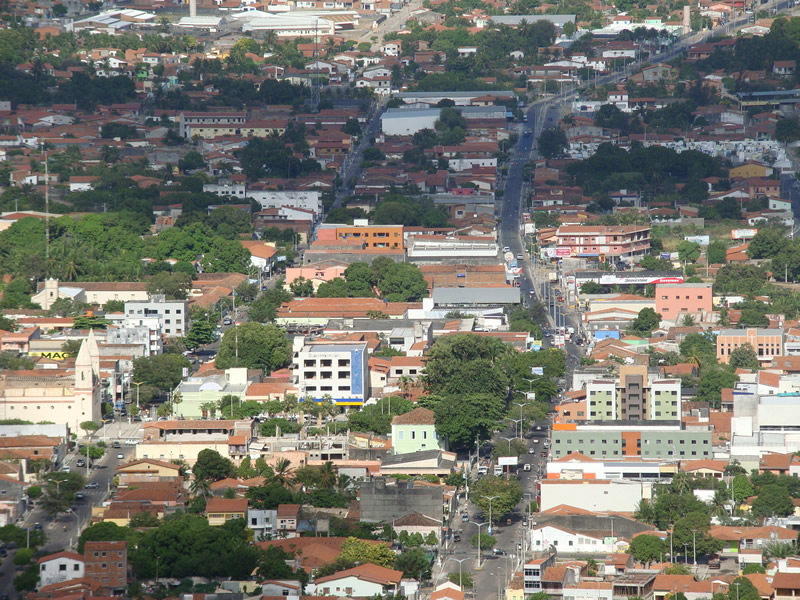
Vista parcial de Itapipoca

- Vista parcial de ItapipocaO litoral de Itapipoca é formado por 25 quilômetros de praias, sendo as principais: Baleia e Praia do Maceió, além  da Barra do Rio Mundaú e as lagoas de Humaitá e do Mato.

## Educação
Ensino fundamental e médio
Em 2012 o número de escolas de ensino fundamental era de 123.
- O município conta com 119 escolas de ensino pré-escolar.
- O município conta com 123 escolas de ensino fundamental.
- O município conta com 12 escolas de ensino médio.Mapa dos Bairros de Itapipoca.

N° de alunos matriculados

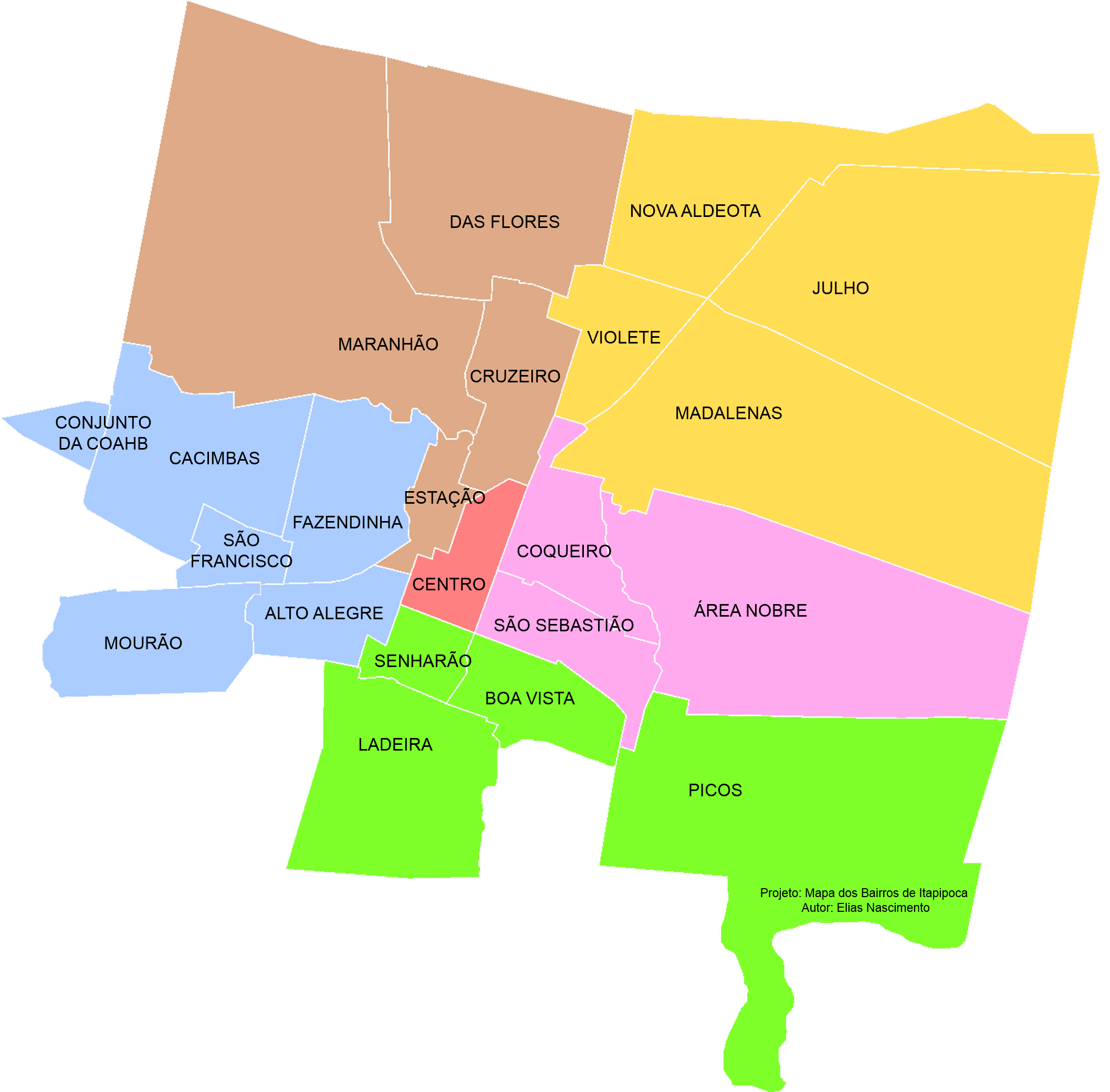
Mapa dos Bairros de Itapipoca.

- Esses são os números levantados pelo IBGE em 2012.[22]
- Pré-escolar: 3.895
- Ensino fundamental: 22.062
- Ensino médio: 6.068

Ensino Superior
A primeira universidade instalada em Itapipoca foi a Universidade Estadual do Ceará (UECE), que mantém quatro cursos de graduação.O Polo da Universidade Aberta do Brasil - UAB, é um espaço onde funciona as Instituições de Ensino Superior no Ensino à Distância, tendo como Instituições: Universidade Federal do Ceará - UFC (Pedagogia, Letras-Português, Letras-Inglês e Letras-Espanhol), Universidade Estadual do Ceará - UECE (Administração Pública, Informática, História e Contábeis) e Instituto Federal de Educação, Tecnologia e Ciência do Ceará - IFCE (Matemática e Hotelaria). 
Em 2015 foi inaugurado o Campus do IFCE de Itapipoca que fica localizado na Avenida da Universidade, 102, no bairro Madalenas.
O Campus do IFCE foi construído com a parceria dos governos Federal, Estadual e Municipal, atendendo não apenas a população de Itapipoca, mas também de municípios circunvizinhos como Amontada, Itapajé, Miraíma, Trairi, Tururu e Uruburetama. A Faculdade INTA, com sede em Sobral, atualmente, está ofertando oito cursos de graduação (medicina, odontologia, direito, engenharia civil, enfermagem, fisioterapia, nutrição e psicologia). A Universidade Estadual do Vale do Acaraú funciona na cidade através do Instituto de Pesquisas do Vale do Acaraú - IVA, sendo privado, ofertando diversos cursos, desde licenciaturas a bacharel, além de ofertar também pós-graduações e especializações.

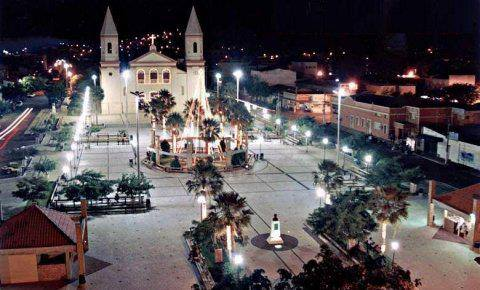
Praça da Catedral Diocesana de Itapipoca

## Saúde
A Fundação SESP mantém: Posto de Saúde de Arapari, Posto de Saúde de Assunção, Posto de Saúde de Barrento, Posto de Saúde de Betânia, Posto de Saúde de Deserto, Centro de Saúde de Itapipoca, Posto da fns (ambulatório).
O SUS mantém: Posto de Assistência Médica, o IPEC mantém sua Agência Regional. A Prefeitura mantém: Mini-Maternidade do Cruxati, Centro Social Urbano Luis Moraes Correia, Mini-Maternidade de Marinheiros, Unidade de Saúde Dr. João Bosco.
Estão instalados na cidade a policlínica regional e o centro odontológico (CEO) que servem a sete municípios da regional de saúde de Itapipoca. Também funciona no município o Centro Avançado de Hemodiálise e Doenças Renais.
Itapipoca tem uma Unidade de Pronto Atendimento (UPA), onde são realizados atendimentos de urgência e emergência. A UPA de Itapipoca tem capacidade para atender até 300 pacientes por dia.
Há ainda o Ambulatório, mantido pelos servidores do Sindicato dos Trabalhadores Rurais.
Está em fase de conclusão a construção do Hospital do Regional de Itapipoca que descentralizará o tratamento de pacientes  que, normalmente, seriam encaminhados à Fortaleza. Devido a pandemia de COVID-19, foi requisitada de forma urgente a abertura da ala covid a ser instalada no prédio do então hospital regional.
O Hospital Maternidade São Vicente de Paulo - Hospital São Camilo - existe há mais de 30 anos e atende a cinco municípios da Microrregião de Itapipoca, sendo referência no atendimento na região.

## Localização

### Acesso
Itapipoca é servida pela rodovia CE-168, que liga a Praia da Baleia à cidade de Itapajé, passando pelo centro de Itapipoca e pelos distritos de Arapari e Assunção (rodovia praia/serra) e pela rodovia CE-354 (ou BR-402).  A distância de Itapipoca até Fortaleza é de 138 km pela CE-168 e CE-085 e 122 km pela CE-354 e BR-222. A distância de Itapipoca até Jericoacoara é de 163 km pela CE-354, CE-178, CE-085 e estrada em leito natural sobre as Dunas Jijoca-Jeri (Via Acaraú) ou pela CE-354, CE-179, CE-085 e estrada em leito natural sobre as Dunas Jijoca-Jeri(Via Bela Cruz). A distância de Itapipoca até Canoa Quebrada é de 280 km pela CE-354, BR-222, 4º Anel Viário de Maracanau, CE-040, BR-304 e estrada regional asfaltada de Aracati-Canoa. A distância de Itapipoca até Sobral é de 92 km pela CE-240. As duas cidades polos estão a menos de 100 km, facilitando o acesso a toda região noroeste e Ibiapaba. A cidade conta ainda com um sistema de transporte de passageiros que a interliga às cidades vizinhas.
O acesso ferroviário à Itapipoca é a Linha Norte da Rede de Viação Cearense (RVC), que interliga o município às cidades de Fortaleza, São Gonçalo do Amarante (onde se situa o Porto do Pecém) e Cratéus, onde se encontra com a Ferrovia Teresina-Fortaleza, que segue para o estado do Piauí. Esta ferrovia veio a ser administrada posteriormente pela Rede Ferroviária Federal (RFFSA), como parte da Superintendência Regional de Fortaleza (SR-11) e atualmente está desativada para passageiros, servindo apenas para o transporte de cargas. Encontra-se concedida à Transnordestina Logística.
Criada em 2009, a COOPERITA é a cooperativa licitada pelo governo do estado que vem desenvolvendo esse trabalho. Está em fase de conclusão o estudo e levantamento de dados junto ao DER (Departamento Aeroportuário do Estado do Ceará) para elaboração do projeto e a construção do Aeroporto Regional de Itapipoca, localizado às margens da CE-168 na localidade de Sítios Novos, para servir todo o litoral oeste e a zona norte do estado com voos charter e regulares.[carece de fontes?]
Hoje, Itapipoca conta com a Avenida Perimetral, uma via com 6 faixas e aproximadamente 12 km de extensão que serve de acesso rápido e desvio de trânsito pesado sem que tenha necessidade de trânsito pelo centro da cidade, avenida essa  que está contribuindo para a expansão do eixo urbano da cidade. O novo trecho da CE 240 faz ligação direto da avenida perimetral no bairro Julho à CE-085, diminuindo o percurso e acesso ao Porto do Pecém e a Fortaleza.

## Cultura

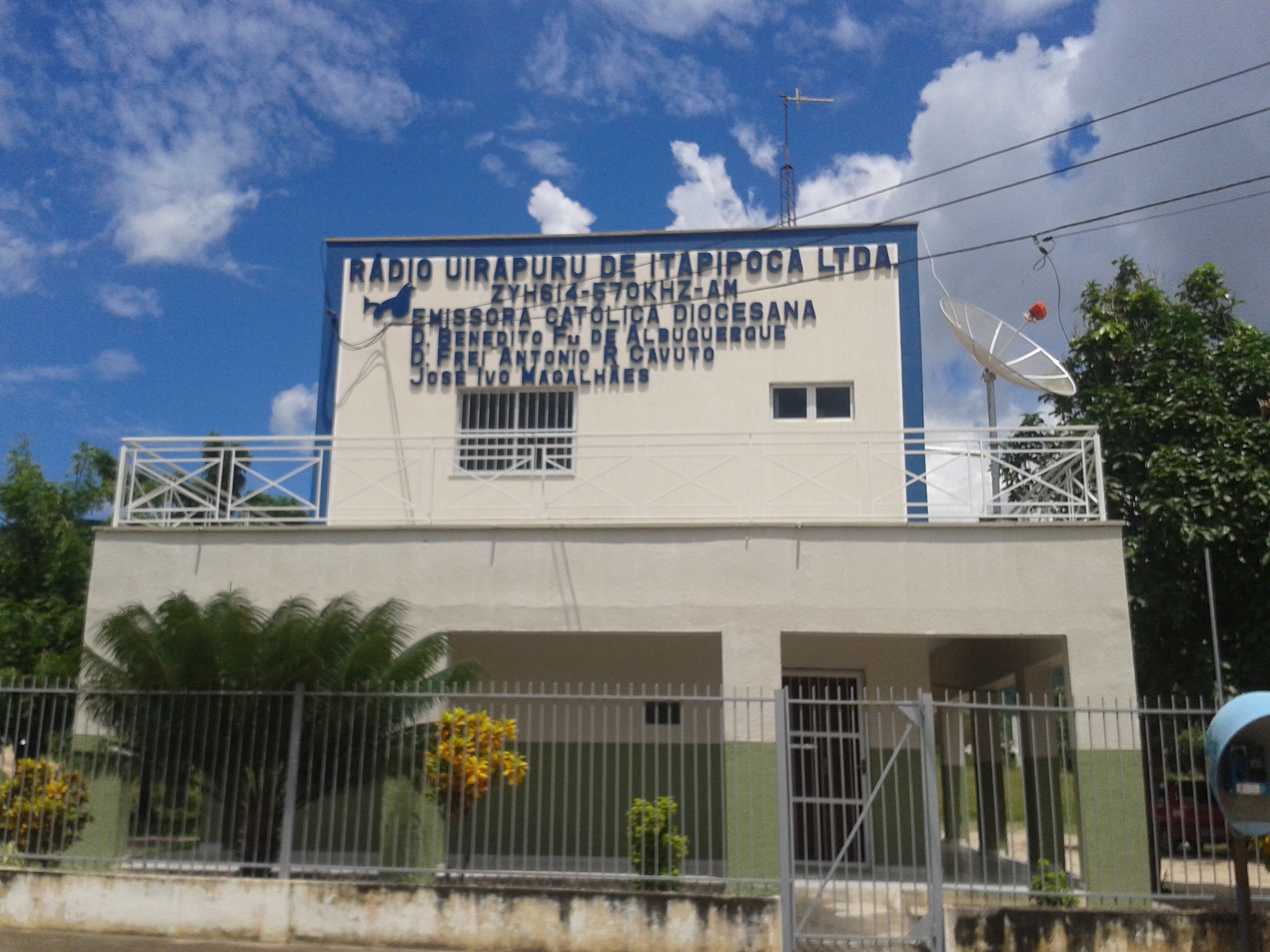
Rádio Uirapuru de Itapipoca

Temos instalados e em pleno funcionamento  salas de cinema no complexo pinheiro e uma unidade do cine+ no centro da cidade ao lado da praça da catedral .Itapipoca tem um calendário de festas e eventos culturais bem variados  sendo os principais :
- Festa do Co-padroeiro São Sebastião (20 de janeiro),
- Festa das Flores (último sábado do mês de maio),
- Festa de Nossa Senhora da Assunção (15 de agosto),
- Aniversário de emancipação política do município (31 de agosto),
- Festa da Padroeira Nossa Senhora das Mercês (24 de setembro),
- Festa de São Francisco (4 de outubro),
- Regata da Baleia (em novembro ou dezembro),
- Festa da Sagrada Família (último domingo do mês de dezembro).

### Biblioteca Municipal

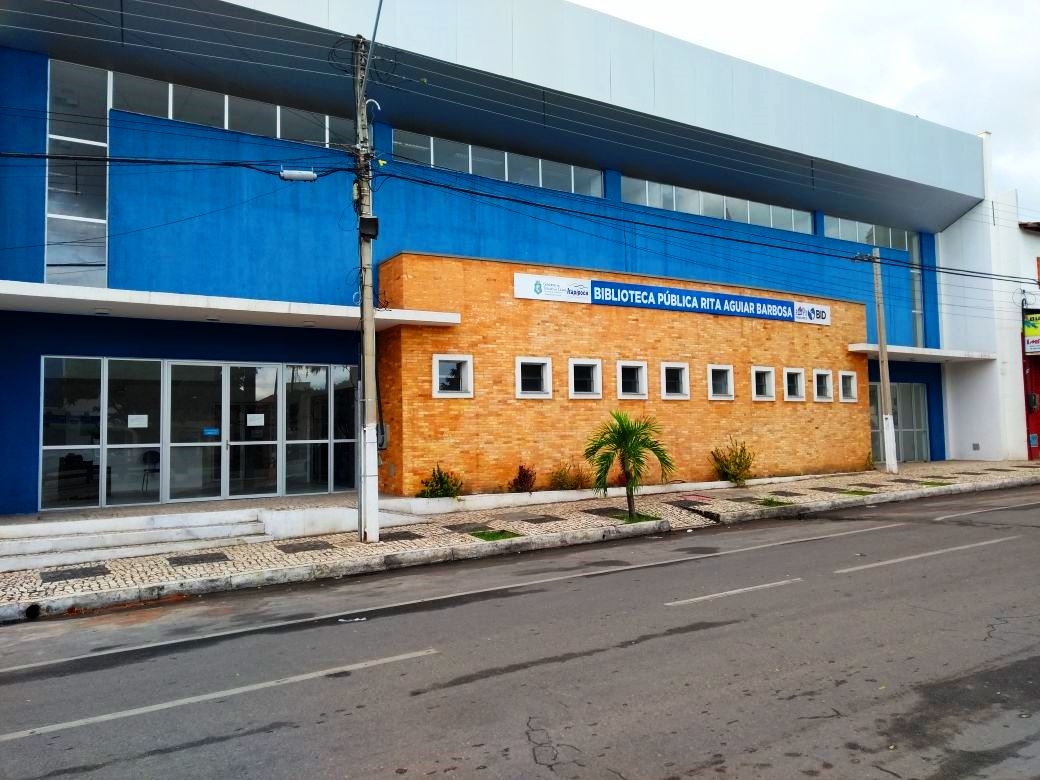
Biblioteca Pública de Itapipoca.

Uma biblioteca municipal também é um dos lugares do turismo de uma cidade e o  município de Itapipoca tem a Biblioteca Municipal Rita Aguiar Barbosa e conforme a lista do Sistema Nacional de Bibliotecas Públicas fica situada na rua Dom Aureliano Matos, s/n, Centro, CEP:   62.500-000.

## Povos Indígenas de Itapipoca
A colonização do Ceará foi responsável pela dispersão e massacre de centenas de povos, incluindo em Itapipoca. Mesmo assim, atualmente, ainda reside uma etnia Indígena no município, os Tremembés. Chegaram na Barra do Mundaú entre os anos de 1888-1940, durante uma crise na terra natal dessas famílias, a região de Almofala (Itarema), se dividindo em quatro aldeias: São José, Buriti de Baixo, Buriti do Meio e Munguba. Os tremembés também foram os primeiros habitantes das áreas de Itapipoca, antes da colonização portuguesa.
Desde os anos 90, o turismo tem sido o maior inimigo dessas comunidades em Itapipoca, mas também tiveram problemas históricos com fazendeiros e posseiros. Seguem na luta pelo reconhecimento de suas terras desde 2003, tendo alcançado o processo de homologação, após vinte anos, em 2023.

## Esporte
Itapipoca é um dos municípios que mais tem investido em equipamento para a pratica esportiva ; são diversas quadras , areninhas e ginásios em todas as regiões do município , temos o  Itapipoca Esporte Clube que é o time de futebol profissional de Itapipoca. Possui a alcunha de Moleque Travesso e sedia seus jogos no Estádio Perilo Teixeira, localizado no bairro Boa Vista. O clube conquistou os títulos da Série B nos anos de 2002 e 2013, sendo vice-campeão em 1998.